# نشویل (کالیفرنیا)
نشویل (به انگلیسی: Nashville) یک منطقهٔ مسکونی در ایالات متحده آمریکا است که در شهرستان ال دورادو، کالیفرنیا واقع شده‌است. نشویل ۲۶۳ متر بالاتر از سطح دریا واقع شده‌است.